# Teamfight Tactics
Teamfight Tactics, noto con l'acronimo TFT (inizialmente Tattiche di Squadra o TDS), è un videogioco strategico auto battler sviluppato e pubblicato da Riot Games. Il gioco è uno spin-off di League of Legends.
Il gioco è stato pubblicato come modalità di gioco interna a League of Legends per Microsoft Windows e macOS il 26 giugno 2019 e come gioco stand-alone per Android, iOS e iPadOS il 19 marzo 2020, con supporto al cross-play fra PC e smartphone.

## Modalità di gioco
Il gioco è incentrato sull'assemblare una squadra che ha il compito di combattere contro quelle degli avversari, ogni giocatore inizia con 100 punti salute, la partita finisce quando un solo giocatore degli 8 resta in vita. Il campo di battaglia è costituito da esagoni, dove i giocatori possono posizionare strategicamente le unità sugli esagoni sul loro lato del tabellone tra i round.

Schermata di gioco su PC

Ogni round inizia con una breve battaglia automatica tra le squadre di due giocatori abbinati casualmente per quel round, oppure accoppiati contro nemici controllati dal computer. Nei round contro nemici controllati dal computer, ogni nemico ha la possibilità di rilasciare oro, unità o oggetti che il giocatore può utilizzare.  la quantità di punti salute che il giocatore perderà nelle sue sconfitte è prestabilito, ma viene aumentato in base a quante unità il nemico aveva ancora in vita nel momento della sua vittoria.
Ogni pochi round i giocatori hanno accesso al carosello, una rotazione gratuita di unità con oggetti equipaggiati casualmente. Durante il carosello, due giocatori alla volta potranno ottenere gratuitamente una delle unità offerte, l'ordine parte dai giocatori con i punti salute minori verso quelli maggiori, se ci sono giocatori con punti salute uguali, il gioco sceglierà in modo casuale l'ordine.
I giocatori accumulano oro durante i round e possono tenerlo da parte per aumentare l'interesse, aumentando ulteriormente il loro guadagno ad ogni round. I giocatori possono aumentare l'interesse anche vincendo più round consecutivi o perdendo più round consecutivi.  Con questo oro, possono acquistare fra cinque unità casuali offerte nel loro negozio o acquistare punti esperienza per aumentare il loro livello, si può usare l'oro anche per mescolare nuovamente le unità nel negozio. Più è alto il livello di un giocatore, più unità si possono posizionare sul tabellone (che può anche essere aumentato da determinati oggetti), inoltre il livello del giocatore aumenta la probabilità di trovare unità rare sul negozio. Ogni unità può essere potenziata se si possiedono più copie della stessa. Queste unità potenziate hanno le stesse abilità ma infliggono più danni e hanno più vita massima.
Possedendo 3 copie di una unità di livello 1, si fonderanno automaticamente generando una unità uguale di livello 2, possedendo 3 copie di una unità di livello 2, si fonderanno formando la stessa unità di livello 3, il livello 3 è il livello massimo delle unità.
Salvo qualche eccezione, le unità hanno sia una barra della salute che una barra del mana. Subire danni da attacchi o abilità dai nemici ridurrà la salute di un'unità ma ne aumenterà il mana. Quando la salute di un'unità raggiunge lo zero, viene rimossa dal round. Quando la barra del mana di un'unità è piena, lancia la sua abilità unica. Alcune unità possono iniziare il round con una certa percentuale della loro barra del mana piena, ma le unità generalmente iniziano il round senza mana.
Le unità inoltre posseggono dei tratti, che se combinati con altre unità con lo stesso tratto formano delle sinergie, ogni unità ha due o tre tratti e le sinergie attivate daranno dei vantaggi alla squadra del giocatore. Le sinergie possono dare vari tipi di effetti, ad esempio effetti che rafforzano gli alleati o che indeboliscono i nemici.
Teamfight Tactics si aggiorna periodicamente cambiando completamente le unità, le loro abilità e i loro tratti. Ogni tre mesi c'è un aggiornamento che aggiunge nuove unità, denominato dagli sviluppatori di Riot Games come aggiornamento di metà set. Poiché Teamfight Tactics è una modalità di gioco di League of Legends, la sua numerazione delle patch segue la stessa del gioco principale.

## Sviluppo e pubblicazione
Teamfight Tactics è basato su Dota Auto Chess, che a sua volta è ispirato al Mah Jong, dove i giocatori raccolgono e scartano tessere con l'obiettivo di formare combinazioni. Il gioco è stato pubblicato come modalità interna a League of Legends per Microsoft Windows e macOS il 26 giugno 2019 e come gioco stand-alone per Android e iOS il 19 marzo 2020. A settembre 2019, il gioco aveva più di 33 milioni di giocatori mensili con 1,72 miliardi di ore di tempo di gioco accumulato.
Teamfight Tactics ha il suo negozio separato da quello di League of Legends. L'avatar controllabile dal giocatore, chiamato "mini leggenda", può essere cambiato acquistandone di nuovi dal negozio, se viene acquistata o trovata una mini leggenda che si possiede già, si ottiene una variante della stessa di livello due, similmente a come avviene nel gioco, le varianti massime sono 3.
Le mini leggende non portano alcun vantaggio durante le partite, hanno solo un fine estetico.
È presente anche un abbonamento stagionale che attraverso il completamento di missioni si possono ottenere mini leggende o tabelloni esclusivi.